# Антоніо Арройо
Антоніо Арройо (9 травня 1994) — іспанський плавець.
Учасник Олімпійських Ігор 2016 року.